# Ryan Miller (Pokerspieler)
Ryan Miller ist ein professioneller US-amerikanischer Pokerspieler. Er ist zweifacher Braceletgewinner der World Series of Poker.

## Pokerkarriere

### Werdegang
Miller stammt aus Langhorne im US-Bundesstaat Pennsylvania und spielt vorrangig Cash Game. Seine erste Geldplatzierung bei einem Live-Pokerturnier erzielte er im Januar 2010 in Atlantic City. Anfang Juni 2012 war der Amerikaner erstmals bei der World Series of Poker (WSOP) im Rio All-Suite Hotel and Casino in Paradise am Las Vegas Strip erfolgreich und kam bei einem Turnier der Variante Pot Limit Omaha Hi-Lo in die Geldränge. Bei der WSOP 2015 belegte er in Seven Card Razz einen mit knapp 100.000 US-Dollar dotierten zweiten Platz. Nach je zwei Geldplatzierungen bei der WSOP 2016 und 2017, kam Miller 2018 viermal und 2019 einmal auf die bezahlten Plätze. Im South Point Hotel, Casino & Spa am Las Vegas Strip gewann er Ende Januar 2021 ein Tagesturnier und damit sein erstes Live-Event überhaupt. Bei der mittlerweile im Horseshoe Las Vegas und Paris Las Vegas ausgespielten WSOP 2023 entschied er die Seven Card Stud Hi-Lo Championship für sich und wurde mit einem Bracelet sowie dem Hauptpreis von knapp 350.000 US-Dollar prämiert. Knapp drei Wochen später war er auch bei einem H.O.R.S.E.-Event der Turnierserie siegreich und erhielt sein zweites Bracelet sowie über 200.000 US-Dollar.
Insgesamt hat sich Miller mit Poker bei Live-Turnieren knapp eine Million US-Dollar erspielt.

### Braceletübersicht
Miller kam bei der WSOP 20-mal ins Geld und gewann zwei Bracelets:
| Jahr | Buy-in (in $) | Turnier                                        | Teilnehmer | Preisgeld (in $) |
| ---- | ------------- | ---------------------------------------------- | ---------- | ---------------- |
| 2023 | 10.000        | Seven Card Stud Hi-Lo 8 or Better Championship | 141        | 344.677          |
| 2023 | 03.000        | H.O.R.S.E.                                     | 331        | 208.460          |